# Baron Bayning
Baron Bayning war ein erblicher britischer Adelstitel, der je einmal in der Peerage of England und in der Peerage of Great Britain verliehen wurde.

## Verleihungen
Erstmals wurde am 27. Februar 1628 in der Peerage of England der Titel Baron Bayning, of Horkesley in the County of Essex, für Sir Paul Bayning, 1. Baronet, geschaffen. Er war bereits am 24. September 1611 in der Baronetage of England zum Baronet, of Bentley Parva in the County of Essex, erhoben worden und wurde am 8. März 1628 in der Peerage of England zum Viscount Bayning, of Sudbury in the County of Suffolk erhoben. Die Titel erloschen beim Tod seines Sohnes, des 2. Viscounts, am 11. Juni 1638.
Am 20. Oktober 1797 wurde der Titel Baron Bayning, of Foxley in the County of Berks, für den Politiker Charles Townshend neu geschaffen. Der Titel erlosch am 5. August 1866, beim Tod von dessen jüngerem Sohn, dem 3. Baron, dessen einziger Sohn Charles bereits 1864 verstorben war. 

## Liste der Barone Bayning

### Barone Bayning (1628)
- Paul Bayning, 1. Viscount Bayning, 1. Baron Bayning (1588–1629)
- Paul Bayning, 2. Viscount Bayning, 2. Baron Bayning (1616–1638)

### Barone Bayning (1797)
- Charles Townshend, 1. Baron Bayning (1728–1810)
- Charles Powlett, 2. Baron Bayning (1785–1823)
- Henry William-Powlett, 3. Baron Bayning (1797–1866)